# سانام ري
سانام ري (بالإنجليزية: Sanma Re) هو فيلم هندي صدر عام 2016 من بطولة بولكيت سامرات ، يامي غوتام ،ريشي كابور

## قصة
يعيش اكاش ذو الست سنوات مع والديه وجده، الذي يعمل مصوراً، وعندما يشتد عوده يتوقع جد اكاش أن يقع في حب فتاة جارة تعيش على بعد خطوات من الاستوديو، ولكن ذلك لم يحدث. ويقع في حب زميلته شروتي، ومع ذلك يترك اكاش شروتي، لمتابعة أحلامه وينتقل إلى المدينة لإتمام الدراسات العليا.في الوقت الحاضر، يعمل اكاش في شركة خاصة ويعيش حياة رتيبة، وعندما يعلم أن صحة جده قد ساءت يقرر مغادرة المدينة، ويحاول أن يجد شروتي ولكنه يفشل. ويطلب منه رئيسه تأمين عقد كبير لشركته إذا كان يريد انقاذ وظيفته، لذا يسافر إلى كندا لتلبية رغبته، فيقابل هناك شروتي ليجتمع مع حب طفولته وشبابه.وعندما ركبت شروتي القطار قالت له (إذا اراد القدر يجمعنا ثانيه ) ثم عاد اكاش ليبحث عنها وتذكر عندما كان صغير كان يمشي 488 خطوه ويجد حبه وبلفعل فعلها ووجد شروتي ولكن الصدمة التي لم يتوقعها انها مريضه مرض كان يسمى شريان القلب إذا ارادت ان تعيش يجب ان تزرع قلب وعندما فعلت العملية ذهبت لتبحث عن اكاش وكانت الصدمة ان اكاش اعطاها قلبه وضحا من اجلها فهذه قصه الحب الحزينه التي حركت قلوب الكل .

## وصلات خارجية
- سانام ري على موقع IMDb (الإنجليزية)
- سانام ري على موقع قاعدة بيانات الأفلام العربية
- سانام ري على موقع أول موفي (الإنجليزية)
- سانام ري على موقع فيلمافينيتي (الإسبانية)
- سانام ري على موقع قاعدة بيانات الفيلم (الإنجليزية)
- سانام ري على موقع ليتربوكسد (الإنجليزية)
- سانام ري على موقع كينوبويسك (الروسية)